# Romario Ibarra
Romário Andrés Ibarra Mina (Atuntaqui, 24 de setembro de 1994), é um futebolista equatoriano que atua como meio-campo. Atualmente joga pelo Independiente del Valle.

## Vida pessoal
Seu irmão, Renato Ibarra, também é um jogador de futebol profissional e representou a Seleção Equatoriana de Futebol. 